# Mauricia Coquiot
Anaïs Marie Bétant dite Mauricia de Thiers puis Mauricia Coquiot, née le 20 juin 1880 à Thiers (Puy-de-Dôme) et morte le 14 septembre 1964 à Othis (Seine-et-Marne), est une artiste de cirque et femme politique française.

## Biographie
Fille de commerçants thiernois, Marie Bétant devient à partir de 1900 artiste de cirque sous le nom de Mauricia de Thiers. Elle sera connue comme la femme-bilboquet et aussi pour avoir réussi en septembre 1904 le premier saut périlleux en automobile de l'histoire. Elle se produit aux Folies Bergère et avec le cirque Barnum dans le monde entier.
En mars 1916, elle épouse le critique d'art Gustave Coquiot et devient familière des grands artistes du temps (Dufy, Chagall, Picasso, Utrillo), notamment de Suzanne Valadon qui avait été témoin à son mariage.
Après le décès de son mari en 1926, elle aura une liaison tumultueuse avec l'écrivain Jean de La Hire pendant quelques années.
Établie à Othis, elle en deviendra maire au lendemain de la Libération et le restera 19 années jusqu'à son décès le 14 septembre 1964 .